# 위샤오광
위샤오광(중국어 간체자: 于晓光, 정체자: 于曉光, 병음: Yú Xiǎoguāng, 한자음: 우효광, 1981년 5월 16일~)은 중국의 배우, 가수이다. 대한민국의 배우 추자현의 배우자로 잘 알려져 있다.

## 생애와 경력
어린 시절에는 수영, 카누 선수로 활동했으며, 이후 중앙희극학원을 졸업하고, 2002년에 청춘지성 선발대회에서 우승하면서 연예계에 입문했다. 2004년에 텔레비전 드라마 《나의 쿵후 여자친구》(我的功夫女友)에 출연하여 연기자로 데뷔하였다.
2017년 1월 대한민국의 여자 배우인 추자현과 결혼을 하였다.
2018년 6월 1일 아들 우바다(위텐쥔)가 출생하였다.

## 드라마
- 2009년~2019년 아시태양
- 2010년 남연북평
- 2010년 모안영
- 2012년 응소지예비경관
- 2012년~2019년 일문삼사령
- 2013년 얼수
- 2015년 추자현,우효광의 영웅시대
- 2016년 ~ 종극사명
- 2017년 찰가
- 2017년 몽상월주근
- 2017년 소마화개
- 2017년 추자현,우효광의 행복시광

- 2015년 충칭TV 《추자현, 우효광의 영웅시대》 - 팡텐하이 역
- 2018년 tvN 월화드라마 《멈추고 싶은 순간 : 어바웃 타임》 - 장치앙 역 특별출연 (한국드라마 첫 출연작)

## 영화
- 2017년 밀전 (조연)

## 방송
- 2017년 SBS 《동상이몽2 - 너는 내 운명》 (한국예능 첫 출연작)
- 2018년 SBS 《빅픽처패밀리》

## 광고 내역
- 르노코리아 QM6
  - 초음파 세척기
  - 볼빅브이닷

## 수상
- 2012-05 MSN Fashion Night "올해의 남자스타"상
- 2017년 SBS 연예대상 올해의 핫스타상 《동상이몽 2 - 너는 내 운명》 (외국인배우 첫 수상)